# 食物標準局
食物標準局（英語：Food Standards Agency, FSA，又譯食品標準局）是英國政府的一個非內閣部門。負責維護英格蘭、威爾斯和北愛爾蘭的公眾食安。食物標準局由董事會領導。總部位於倫敦，在約克、伯明罕、威爾斯和北愛爾蘭設有辦事處。食物標準局在蘇格蘭設有國家辦事處，直至2015年4月蘇格蘭食品標準局成立。

## 歷史
食物標準局於2001年根據詹姆斯教授的一份報告成立，該報告是在幾次引人注目的食源性疾病疫情和死亡事件後發布的。大眾認為，由農業、漁業和食品部（今環境食品與鄉村事務部）單一政府部門同時管理農業和食品加工業，又負責食品安全，是不適合的。
對於食物標準局而言，《食品標準法》賦予該機構公佈其向部長提供的建議之法定權利，並且作為其獨立性的象徵，食物標準局宣布將始終這樣做，這對於英國政府部門來說是獨一無二的。該機構從成立之初就宣布，除了向公眾開放的董事會會議外，它不會就食品政策做出任何決定。自2003年以來，這些會議一直進行網路直播，使消費者能夠看到實際的決策過程。每次會議都以問答形式結束，網路觀眾可以直接向董事會或其高級主管提問。

## 外部連結
- 官方网站